# Seutera palmeri
Seutera palmeri là một loài thực vật có hoa trong họ La bố ma. Loài này được (S. Watson) Fishbein & W.D. Stevens mô tả khoa học đầu tiên năm 2005.